# Queen Caroline Te Deum
El Te Deum en re major, "Queen Caroline" (HWV 280) és un canticle (càntic) compost per Georg Friedrich Händel el 1714.

## Context històric
Quan la Reina Anne va morir el 1714, el seu segon cosí l'Elector de Hannover esdevindria Rei de la Gran Bretanya com a Jordi I. La seva nora, Caroline de Ansbach, es va convertir en la Princess de Gal·les. Caroline va deixar Hannover i va viatjar a Gran Bretanya, fent l'únic viatge per mar de la seva vida, i arribà a Margate el setembre de 1714. La seva arribada es va celebrar amb la composició d'aquest Te Deum per part de Händel, qui vivia a Londres des de l'any 1712 i ja havia compost diverses obres per a la cort reial. El Te Deum es va estrenar a la Capella Reial del Palau de Saint James el 26 de setembre, i es tornà a interpretar el 17 d'octubre. Més tard, Caroline esdevindria Reina com a consort de Jordi II. Per això, el Te Deum compost per donar gràcies per la seva arribada es coneixeria com a Queen Caroline Te Deum (Te Deum de la Reina Caroline). El rei Jordi va assistir a l'execució del Te Deum i posteriorment va doblar la pensió de Händel que li havia concedit la Reina Anne; de dues-centes lliures a l'any per a tota la vida, passa a guanyar-ne quatre-centes.

## Estructura
L'obra està escrita per a sis cantants solistes, cor i un conjunt instrumental que inclou una trompeta.
(Solistes, cor i orquestra)
We praise thee, O Lord,
We acknowledge thee to be the Lord.
All the earth doth worship thee,
The Father everlasting.
To thee the angels cry aloud,
The heavens and all the powers therein.
To thee Cherubin and Seraphim continually cry:
Holy, holy, holy! Lord God of Sabaoth,
Heaven and earth are full of the majesty of thy glory.

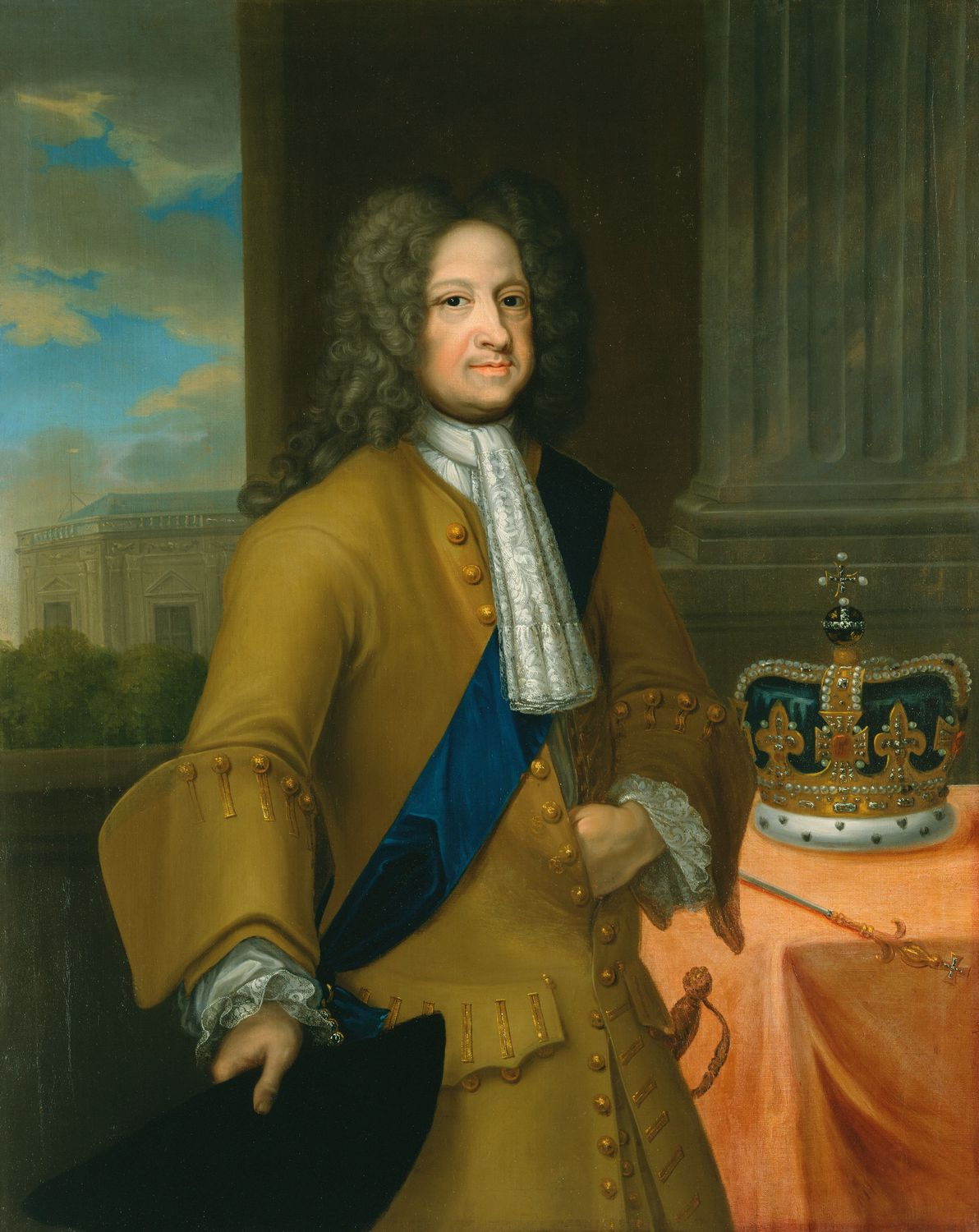
Jordi I, per Georg Wilhelm Lafontaine

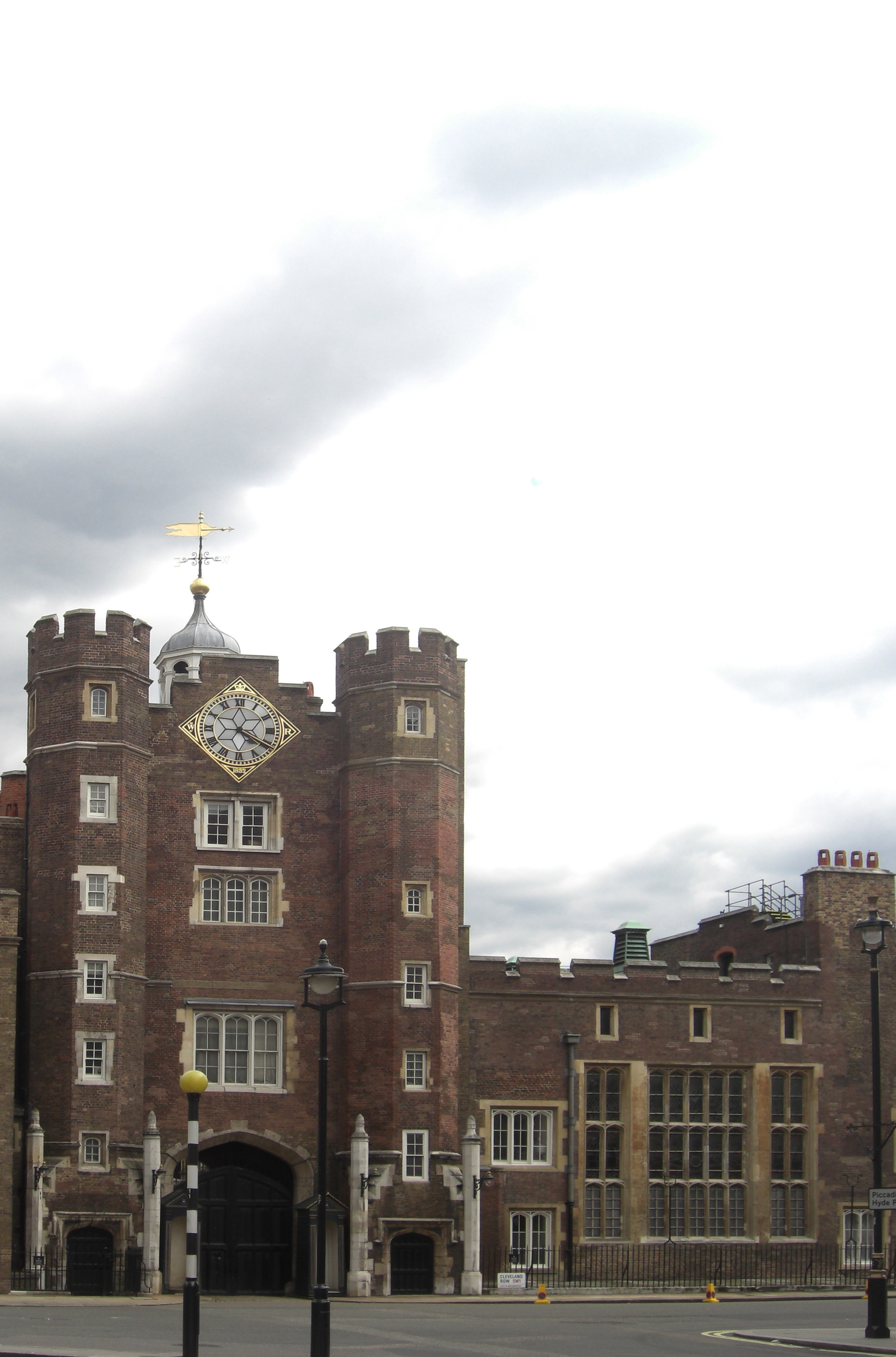
El Palau de St. James. La finestra gran a la dreta és una de les finestres de la Capella Reial

(Solo de tenor amb orquestra, seguit per cor amb orquestra, i solo de baix amb orquestra)
The glorious company of the Apostles praise thee,
The goodly fellowship of the Prophets praise thee,
The holy church throughout all the world
Doth acknowledge thee,
The Father of an infinite majesty,
Thine honourable, true and only son,
Also the Holy Ghost the Comforter.
Thou art the King of Glory, O Christ,
Thou art the Everlasting Son of the Father.
(Solo de contralt amb flauta dolça i orquestra, i cor)
When thou tookest upon thee to deliver man,
Thou didst not shun the Virgin's womb.
When thou had'st overcome the sharpness of death,
Thou did'st open the Kingdom of Heaven to all believers.
Thou sittest at the right hand of God
In the glory of the Father.
We believe that thou shalt come to be our Judge.
We therefore pray thee help our servants,
Whom thou has redeemed with thy precious blood.
Make them to be number'd with thy Saints in glory everlasting
O Lord, save thy people and bless thy heritage,
Govern them and lift them up forever.
(Solistes, cor, solo de trompeta i orquestra)
Day by day we magnify thee,
And we worship thy name for ever, world without end.
(Solo de contralt amb orquestra)
Vouchsafe, O Lord, to keep us this day without sin,
O Lord, have mercy upon us,
O Lord, let thy mercy lighten upon us
As our trust is in thee.
(Cor amb solo de trompeta i orquestra)
O Lord, in thee have I trusted,
Let me never be confounded.

## Estil musical
Händel, un emigrant que recentment havia arribat a Gran Bretanya des d'Alemanya, va estudiar les obres d'Henry Purcell per aprendre com posar paraules en anglès a la música. El moviment inicial "Vouchsafe, O Lord", mostra una influència particular de Purcell, però la peça també inclou l'estil operístic que Händel va utilitzar en les obres escèniques, per exemple, amb l'ària per a contralt i flauta dolça, "When thou tookest upon thee."

## Enregistraments
- James Bowman (contratenor), John Mark Ainsley (tenor), Michael George (baix), New College Choir Oxford, The King's Consort, Robert King (director). Hyperion Records CDA66315. (1989)
- Graham Pushee (contratenor), Harry Van Berne (tenor), Harry van der Kamp (baix), Alsfelder Vokalensemble, Bremen Baroque Orchestra, Wolfgang Helbich (director). Cpo Records 761203924424. (1995)